# Данай Удомчоке
Данай Удомчоке (нар. 11 серпня 1981) — колишній таїландський тенісист.
Найвищу одиночну позицію світового рейтингу — 77 місце досяг 29 січня 2007, парну — 130 місце — 8 жовтня 2012 року.
Здобув 1 парний титул.
Найвищим досягненням на турнірах Великого шолома було 3 коло в одиночному розряді.
Завершив кар'єру 2015 року.

## Фінали турнірів ATP за кар'єру

### Парний розряд: 1 (1–0)
| Легенда (парний розряд)                     |
| ------------------------------------------- |
| Турніри Великого шлему (0–0)                |
| Фінали Світового туру ATP (0–0)             |
| Серія Мастерс 1000 Світового Туру ATP (0–0) |
| Серія 500 Світового туру ATP (0–0)          |
| Серія 250 Світового туру ATP (1–0)          |

| Результат. | В-П | Дата            | Турнір                              | Покриття   | Партнер   | Суперники              | Рахунок  |
| ---------- | --- | --------------- | ----------------------------------- | ---------- | --------- | ---------------------- | -------- |
| Перемога   | 1–0 | 30 вересня 2012 | PTT Thailand Open, Бангкок, Таїланд | Тверде (i) | Лу Єн-Сун | Ерік Буторак Пол Генлі | 6–3, 6–4 |

## Титули в одиночному розряді (9)
| Легенда (одиночний розряд) |
| -------------------------- |
| Великий шлем (0)           |
| Tennis Masters Cup (0)     |
| Серія Мастерс ATP (0)      |
| Тур ATP (0)                |
| Челленджери (9)            |

| Ранг | Дата              | Турнір      | Покриття   | Суперник          | Рахунок       |
| ---- | ----------------- | ----------- | ---------- | ----------------- | ------------- |
| 1.   | 6 жовтня 2003     | Dharwad     | Тверде     | Джиммі Ван        | 7–6, 6–1      |
| 2.   | 23 травня 2005    | Пусан       | Тверде     | Пол Ґолдстейн     | 7–6, 6–1      |
| 3.   | 25 липня 2005     | Гранбі      | Тверде     | Грегорі Карраз    | 7–6, 2–6, 7–6 |
| 4.   | 14 листопада 2005 | Шампейн     | Тверде (i) | Джастін Гімелстоб | 7–5, 6–2      |
| 5.   | 17 квітня 2006    | Chikmagalur | Тверде     | Мацуї Тосіхіде    | 7–6, 6–4      |
| 6.   | 15 травня 2006    | Фергана     | Тверде     | Александер Пея    | 6–0, 6–2      |
| 7.   | 6 листопада 2006  | Пусан       | Тверде     | Пол Ґолдстейн     | 6–2, 6–0      |
| 8.   | 17 травня 2009    | Пусан       | Тверде     | Блаж Кавчич       | 6–2, 6–2      |
| 9.   | 4 лютого 2012     | Берні       | Тверде     | Сем Грот          | 7–6(7–5), 6–3 |

## Досягнення в одиночних змаганнях
| W | Ф | ПФ | ЧФ | #Р | КТ | К# | DNQ | A | NH |

Актуально станом на завершення Відкритого чемпіонату Австралії 2014.
| Турнір                                 | 2000 | 2001 | 2002 | 2003 | 2004 | 2005 | 2006 | 2007 | 2008 | 2009 | 2010 | 2011 | 2012 | 2013 | В-П  |
| -------------------------------------- | ---- | ---- | ---- | ---- | ---- | ---- | ---- | ---- | ---- | ---- | ---- | ---- | ---- | ---- | ---- |
| Турніри Великого шлему                 |      |      |      |      |      |      |      |      |      |      |      |      |      |      |      |
| Відкритий чемпіонат Австралії з тенісу | К2р  | К1р  | К1р  | К1р  | К2р  | К1р  | 1р   | 3р   | К3р  | К3р  | К1р  | К3р  | 1р   | К2р  | 2–3  |
| Відкритий чемпіонат Франції з тенісу   |      |      | К1р  | К1р  | К1р  |      |      | 1р   |      |      |      |      | К1р  | К1р  | 0–1  |
| Вімблдонський турнір                   |      |      |      | К1р  | К3р  | 2р   | 1р   | 2р   | К1р  | 1р   |      | К2р  | К1р  | К2р  | 2–4  |
| Відкритий чемпіонат США з тенісу       | К2р  | К1р  | К3р  | К2р  | 1р   | К3р  | К1р  | 1р   |      |      |      | К1р  | К1р  |      | 0–2  |
| В-П                                    | 0–0  | 0–0  | 0–0  | 0–0  | 0–1  | 1–1  | 0–2  | 3–4  | 0–0  | 0–1  | 0–0  | 0–0  | 0–1  | 0–0  | 4–10 |